# 鎌田弘子
镰田弘子（日语： Kamada Hiroko，1953年3月22日—），日本女子击剑运动员。她曾参加1976年夏季奥运会女子花剑团体比赛，还曾获得1974年亚洲运动会女子花剑个人金牌。